# Bouldering

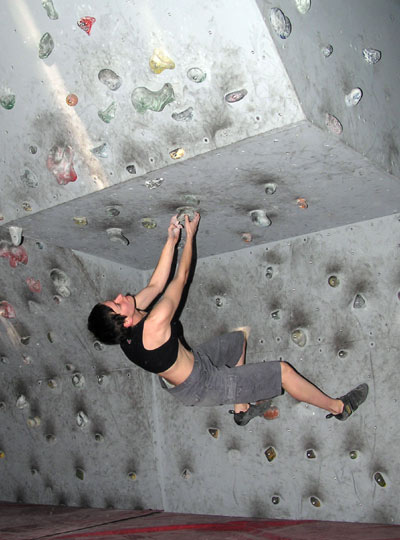
Bouldering w dachu na sztucznej ścianie

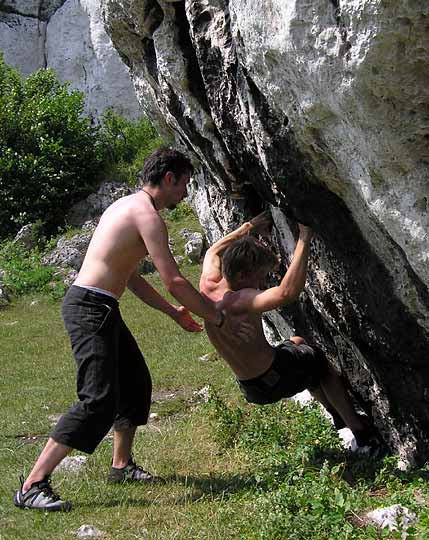
Spotting na łatwym bulderze

Bouldering (z ang. boulder „głaz”) – wspinaczka po zazwyczaj wolnostojących, kilkumetrowych blokach skalnych bez użycia asekuracji liną.
Bouldering, prowadzenie oraz wspinaczka na czas są konkurencjami sportowymi dyscypliny sportu, wspinaczki sportowej. Zawodnicy w trakcie zawodów sportowych wspinają się na szczyt ściany, której wysokość wynosi około 4,0 m. Sportowy charakter boulderingu wiąże się z częstymi, zazwyczaj niekontrolowanymi odpadnięciami od skały, stąd też podstawową metodą asekuracji jest stosowanie tzw. crashpadów, czyli przenośnych materaców oraz pomoc tzw. spottera, czyli partnera, który pomaga w kontrolowaniu lotu, zabezpieczając górną część ciała przed bezpośrednim uderzeniem o ziemię.
Bouldering to forma wspinaczki składającej się z niewielkiej liczby trudnych ruchów. Zgodnie z ogólnie przyjętą przez środowiska wspinaczy normą za boulder uznać można nawet jednoruchowe przejście danego problemu skalnego. Wspinaczka boulderowa (spolszczone formy: bulderowa, balderowa) wymaga dużej siły maksymalnej, czyli takiej, która swój najwyższy poziom wytwarza w jak najkrótszym czasie. Popularną i coraz częściej praktykowaną formą treningu, jest bouldering na sztucznej ścianie wspinaczkowej (na tzw. panelu).
Trudności wspinaczkowe ocenia się zazwyczaj w skali francuskiej lub amerykańskiej. Drogi wspinaczkowe nazywa się baldami.
Do rozwoju boulderingu jako osobnej formy wspinaczki jako pierwszy przyczynił się John Gill w połowie XX wieku. Jednym z najsłynniejszych rejonów boulderowych na świecie jest las Fontainebleau, niedaleko Paryża. W Europie jest słynny mini stadion wspinaczkowy „Climbing Stadium Arco” położony 200 m od centrum włoskiego miasta Arco, na którym są rozgrywane elitarne, prestiżowe zawody w cyklu corocznego festiwalu Rock Master.